# خیابان دیاگونال
خیابان دیاگونال (کاتالان: Avinguda Diagonal)  
(اسپانیایی: Avenida Diagonal،  

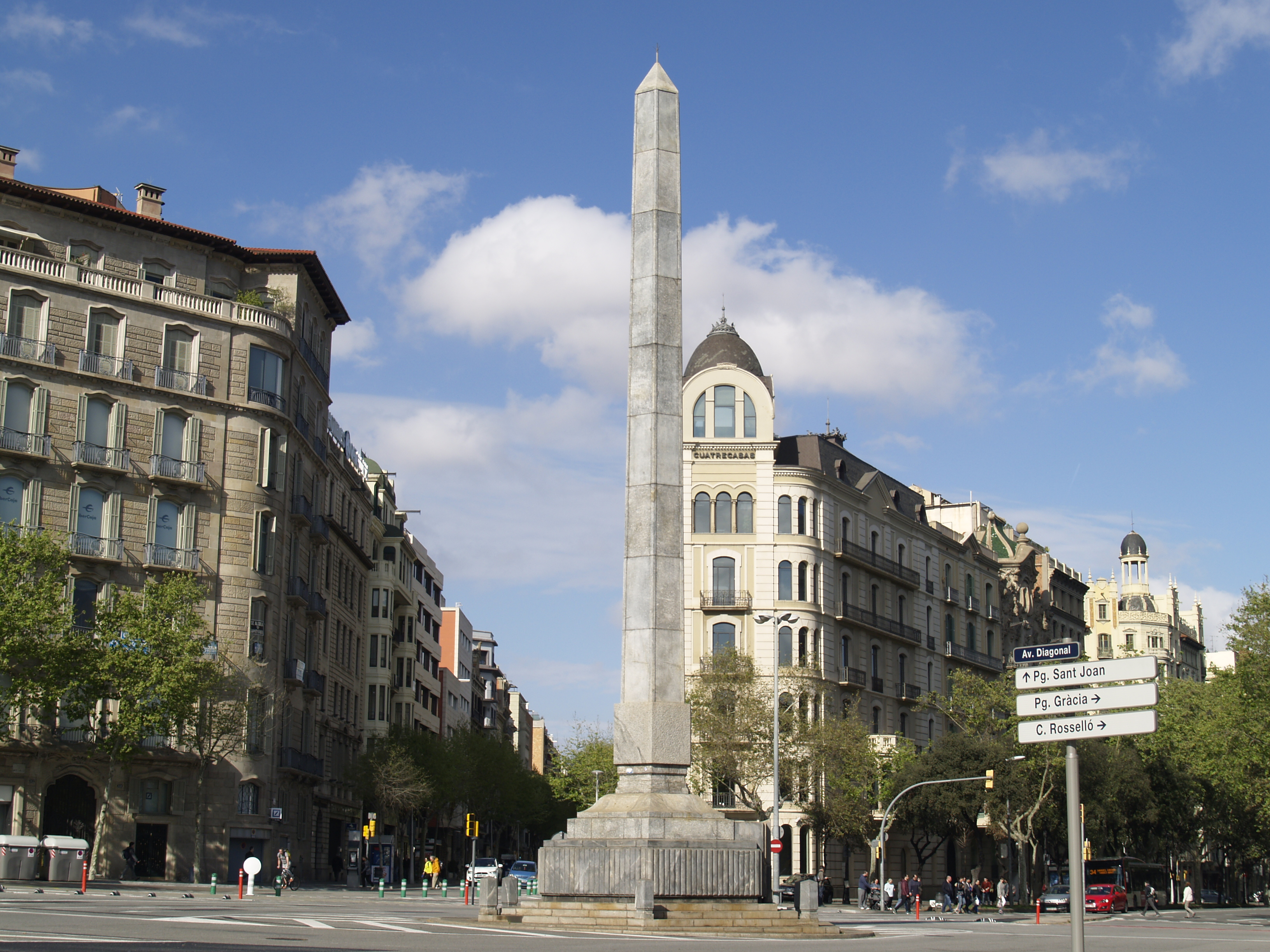
میدان پنج طلا و یک ستون ابلیسک در مرکز آن که در تقاطع دو خیابان پسیج د گراسیا و خیابان دیاگونال قرار گرفته‌است.

به‌معنای خیابان مورب) نام یکی از خیابان‌های اصلی، پهن و طولانی شهر بارسلون، در منطقه خودمختار کاتالونیا در پادشاهی اسپانیا است.